# Weril
Weril é uma empresa de fabricação de instrumentos musicais de sopro, fundada em 1909 por Pedro Weingrill. A Weril é sediada em Franco da Rocha e é a principal fabricante brasileira de instrumentos musicais de metal.